# Rivulidae
Los rivulines del nuevo-mundo o rivulines sudamericanos, son la familia Rivulidae de peces de río incluida en el orden de los ciprinodontiformes.

## Morfología y acuariología
Son casi todos de pequeño tamaño y llamativos colores, similares a los denominados "rivulines asiáticos" (la familia Aplocheilidae) o los "rivulnes africanos (Nothobranchiidae), por lo que son especies apreciadas en acuariología, algunos de una gran importancia comercial para este fin por su facilidad para mantener en acuario.

## Distribución geográfica
Se distribuyen exclusivamente por ríos de Sudamérica, precisamente de donde deriva su nombre del latín «rivus» («río»).

## Géneros
Existen actualmente unos 36 géneros, muchos ellos de descubrimiento reciente:
- Anablepsoides (Huber, 1992)
- Aphyolebias (Costa, 1998)
- Atlantirivulus (Costa, 2008)
- Austrofundulus (Myers, 1932)
- Austrolebias (Costa, 1998)
- Campellolebias (Vaz-Ferreira y Sierra de Soriano, 1974)
- Cynodonichthys (Meek, 1904)
- Cynolebias (Steindachner, 1876)
- Cynopoecilus (Regan, 1912)
- Gnatholebias (Costa, 1998)
- Hypsolebias (Costa, 2006)
- Kryptolebias (Costa, 2004)
- Laimosemion (Huber, 1999)
- Leptolebias (Myers, 1952)
- Llanolebias (Hrbek y Taphorn, 2008)
- Maratecoara (Costa, 1995)
- Melanorivulus (Costa, 2006)
- Micromoema (Costa, 1998)
- Millerichthys (Costa, 1995)
- Moema (Costa, 1989)
- Mucurilebias Costa, 2014
- Nematolebias (Costa, 1998)
- Neofundulus (Myers, 1924)
- Notholebias (Costa, 2008)
- Ophthalmolebias (Costa, 2006)
- Papiliolebias (Costa, 1998)
- Pituna (Costa, 1989)
- Plesiolebias (Costa, 1989)
- Prorivulus (Costa, Lima y Suzart, 2004)
- Pterolebias (Garman, 1895)
- Rachovia (Myers, 1927)
- Renova (Thomerson y Taphorn, 1995)
- Rivulus (Poey, 1860) - rivulines comunes
- Simpsonichthys (Carvalho, 1959)
- Spectrolebias Costa y Nielsen, 1997
- Stenolebias (Costa, 1995)
- Terranatos (Taphorn y Thomerson, 1978)
- Trigonectes (Myers, 1925)
- Xenurolebias Costa, 2006

Géneros antiguos que ya no son aceptados:
- Megalebias (Costa, 1998)